# Fritz Reiche (Physiker)
Fritz Reiche (* 4. Juli 1883 in Berlin; † 14. Januar 1969 in New York City) war ein deutscher theoretischer Physiker, der ab 1941 in den USA lebte und arbeitete.

## Leben
Reiche studierte in München (1901–1902) bei Adolf von Baeyer und Wilhelm Röntgen und anschließend in Berlin bei Max Planck, wo er 1907 promovierte; Titel der Dissertation: Gesetze der Kompression einer Hohlraumstrahlung durch eine "semipermeable" Platte. Nach einem dreijährigen Aufenthalt bei Otto Lummer in Breslau kehrte er 1911 an die Berliner Universität zurück, wo er bald Privatdozent wurde. Im Jahre 1913 heiratete er Berta Ochs, die Tochter des Komponisten und Chorleiters der Philharmonie Siegfried Ochs. Er wurde aus Gesundheitsgründen kein Soldat; von 1915 bis 1918 war er Assistent bei Planck als Nachfolger von Lise Meitner, anschließend arbeitete er am Kaiser Wilhelm-Institut für physikalische Chemie und Elektrochemie in Berlin-Dahlem. In dieser Zeit arbeitete er hauptsächlich auf dem Gebiet der theoretischen Optik (insbesondere Spektroskopie). 1921 wurde er als Professor für Theoretische Physik an die Universität Breslau berufen, als Nachfolger von Erwin Schrödinger. In Breslau begann sich Reiche intensiver mit Quantentheorie zu befassen. Die Position in Breslau verlor er 1933 durch die judenfeindlichen Maßnahmen der Nazi-Regierung; er wurde zunächst Gastdozent an der Deutschen Universität in Prag, kehrte aber 1935 nach Berlin zurück und emigrierte mit seiner Familie 1941 schließlich in die USA. Zunächst hatte er verschiedene Dozenturen inne, bevor er 1946 Professor an der New York University wurde. Dort unterrichtete er Theoretische Physik, Wellenmechanik und Thermodynamik. Außerdem wurde er von der NASA und der US Navy mit besonderen Forschungsprojekten zur Überschallströmung betraut. Nach seiner Pensionierung 1958 setzte er seine Forschungen in der Division of Electromagnetic Research am Courant Institute of Mathematical Sciences der New York University fort. Bis kurz vor seinem Tode 1969 untersuchte er den Unterschied der Anzahl an Moden der Wellenausbreitung in der Magnetohydrodynamik und der Elektrodynamik.

## Reiches Rolle in der Geschichte der Atombombe
Wie Robert Jungk in seinem Buch Heller als tausend Sonnen berichtet, suchte der Physiker Friedrich Georg Houtermans Fritz Reiche kurz vor dessen Ausreise in die USA im März 1941 auf und überbrachte ihm eine geheime Mitteilung, die Reiche als Kurier den Physikern in den USA überbringen sollte. Es handelte sich um die Atombombe. Die deutschen Physiker würden von der NS-Regierung gedrängt, eine Atombombe zu bauen, sie würden aber – insbesondere Heisenberg – versuchen, die Angelegenheit nur zögerlich zu behandeln, und den Auftrag nicht ernsthaft vorantreiben. Nach der Darstellung Jungks hat Reiche diese Nachricht Rudolf Ladenburg überbracht, den Reiche aus Berlin und Breslau kannte; dieser habe sie nach Washington weitergeleitet.
Wie aus dem wissenschaftlichen Anhang zu dem Theaterstück Kopenhagen von Michael Frayn (Göttingen 2001) hervorgeht, bestehen starke Zweifel, ob Heisenberg und seine Arbeitsgruppe tatsächlich den Bau der Bombe hintertreiben wollten.
Insofern liegt der Wahrheitsgehalt der Schilderung Jungks hinsichtlich der Rolle Reiches im Dunkeln.

## Veröffentlichungen
Fritz Reiche hat 55 wissenschaftliche Arbeiten veröffentlicht, meist Aufsätze in Fachzeitschriften. Besonders erwähnenswert ist sein Buch
- Die Quantentheorie. Ihr Ursprung und ihre Entwicklung. Berlin 1921. – Englische Ausgabe: The Quantum Theory. London 1922. – 2nd Ed. 1924. – 3rd Ed. 1930. – Amerikanische Ausgabe: New York 1922. – 2nd. Ed. 1930. – Spanische Ausgabe: La teoría de los cuantos. Madrid 1922

Eine vollständige Liste der Veröffentlichungen enthält die Biographie von Valentin Wehefritz.